# ウェルズリー駅
ウェルズリー駅（英語: Wellesley station）はカナダのオンタリオ州トロントにあるトロント市地下鉄の駅である。ヤング通りの東でウェルズリー通りに面しており、構内ではWi-Fiが使用可能である。

## 概要
同駅は1954年にヤング線の駅として開業し、1984年には駅舎がトロント市によって保存建築物に指定された。ウェルズリー駅の周辺区間は開削工法で施工されており、埋め戻した後の地上部は主に公園などとなっているが、駅前の区画は公営駐車場として利用されている。
2006年2月6日、スカーバロー在住のSun Hee Paikが駅構内で子供を出産するという出来事があった。Paikは夫と子供達を連れて二駅先のクィーン駅近くのSt. Michael's Hospitalへと向かっていたが、途中で産気づき、当駅で下車した。分娩は夫と後から到着した救急隊によってホーム上で執り行われた。当時のトロント交通局の上層部からはMary Kimと名付けられたこの子供を一生乗車賃無料とする話も出た。

## 改良工事
駅の構造は簡潔で、地上部には出口が一つ、ウェルズリー通りに面してあるだけで、地下のホームへのエレベータも設置されていない。出口についてはトロント交通局は一つしかない駅は緊急時の避難の観点から安全でないと判断し、以前から第二の出入り口を用意する準備を進めていた。当駅でも今後、ヤング通りとダンドナルド通りに面したマンションの一階に二つの出口が新設される予定で、避難経路の確保ともに利便性の向上も見込まれている。またバリアフリーに関しても2020年までに二基のエレベータの設置計画が進められている。

## 乗り換え

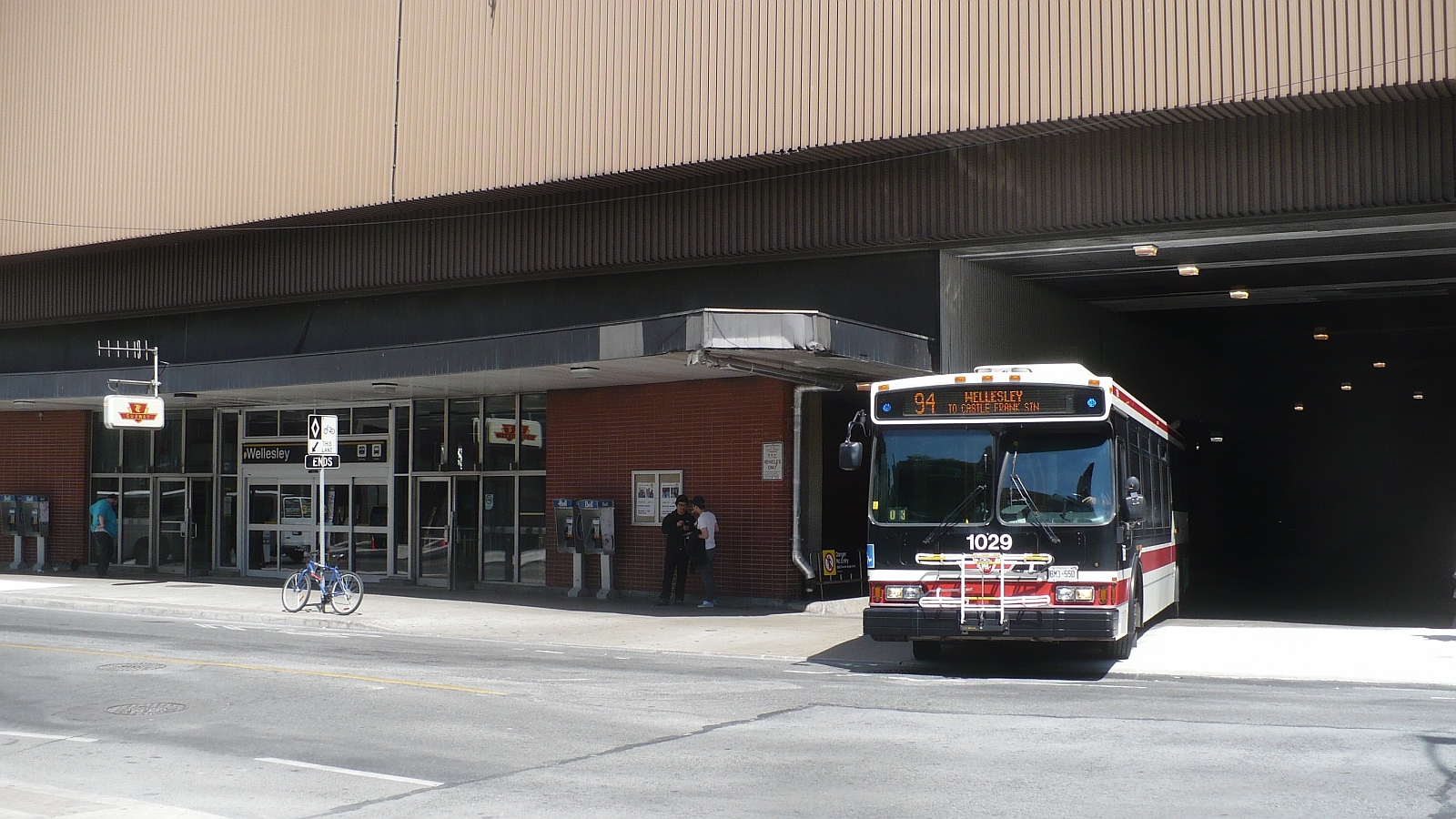
地下鉄駅入り口と発着場から出発中の94系統のバス

- 地下鉄駅入り口と発着場から出発中の94系統のバス地上の発着場から94A（オジントン駅（英語版）- キャッスル・フランク駅（英語版））, 94B（キャッスル・フランク駅（英語版）行き）の二系統に乗り換えられる他、ヤング通り発着である97B、320系統にも乗り換えることができる。